# Engielgardtowskaja (stacja kolejowa)
Engielgardtowskaja (ros. Энгельгардтовская) – stacja kolejowa w miejscowości Engielgardtowskaja, w rejonie poczinkowskim, w obwodzie smoleńskim, w Rosji. Położona jest na linii Briańsk – Smoleńsk.
Od stacji odchodzi bocznica do pobliskiego lotniska wojskowego Szatałowo.

## Historia
Stacja powstała w czasach carskich na drodze żelaznej orłowsko-witebskiej, pomiędzy stacjami Waśkowo i Poczinok.